# Fear Effect 2: Retro Helix
Fear Effect 2: Retro Helix es un videojuego del 2001 para la PlayStation. Fue desarrollado por Kronos Digital Entertainment y publicado por Eidos Interactive. Fear Effect 2 es una precuela de los eventos sucedidos en Fear Effect.

## Historia
Retro Helix comienza en Hong Kong en el año 2048. El jugador profundiza en las coloridas historias de los 3 mercenarios - y la recién llegada Rain Qin - tanto como en las extraordinarias circunstancias que los juntaron. Es el inicio de una pandemia global degenerativa llamada EINDS (Environmentally Induced Nucleotides Degeneration Syndrome; pronunciada "ends") y el robo, asesinato y terrorismo se han convertido en un gran negocio.
Gran parte de la intriga del juego reside en cómo estos extraños amigos consiguen estar juntos por una causa común. Desde el principio, cada uno de ellos tiene sus propios motivos, pero pronto todos se enredan en una siniestra trama que abarcará temas políticos, de espionaje o de supervivencia. La aventura lleva a los jugadores a través de una futurista Hong Kong, la ciudad amurallada de formidables Xian, la tumba perdida del primer emperador de China, y, finalmente, en la isla montaña de los inmortales, Penglai Shan.

## Personajes
- Hana Tsu Vachel; tiene ascendencia francesa y oriental. Alguna vez fue miembro de una gran organización criminal llamada la Triada (Triad). De hecho, la Triada aún la cree de su propiedad, con esto, ella gana bastante dinero ya que la Triada "contrata" sus servicios que son arriesgados pero muy bien pagados. Descarada, atrevida, con una inclinación por los poemas japoneses one-liners y es tan hábil con su lengua como lo es con sus armas. A pesar de ser tan dura, ella no usa el sexo como un arma o realiza asesinatos.

## Temas Controversiales
- Datos: Q2052915